# Dominik Gast
Dominik Gast (* 14. November 1981) ist ein ehemaliger deutscher Footballspieler.

## Leben
Gast spielte als Jugendlicher bei den Spandau Bulldogs, dann 1992 bei den Berlin Rebels sowie anschließend bei den Berlin Adlern. Er kam 1999 von Berlin nach Hamburg, 2001 gab er bei den Hamburg Blue Devils seinen Einstand in der höchsten deutschen Spielklasse, der GFL. Er spielte 2001 und 2002 bei den Hamburger und gewann mit ihnen in beiden Jahren die deutsche Meisterschaft. Mit der deutschen Nationalmannschaft wurde er 2001 Europameister.
Zur Saison 2003 wechselte Gast zu den Berlin Adlern zurück. Mit Berlin gewann er 2004 und 2009 die deutsche Meisterschaft. Hinzu kamen die Siege im EFAF Cup (2008) sowie im Eurobowl (2010). Im Spieljahr 2011 war der 1,81 Meter große Verteidigungsspieler für die Prag Black Hawks in Tschechien im Einsatz und wurde mit der Mannschaft Landesmeister.
2012 ging er zu den Dresden Monarchs. Im Spieljahr 2013 erreichte er mit den Sachsen das Endspiel um die deutsche Meisterschaft, verlor aber gegen Braunschweig. In der Saison 2014 spielte er bei den Příbram Bobcats in Tschechien.